# 納戈利奇克河
納戈利奇克河（烏克蘭語：Нагольчик），是烏克蘭的河流，位於該國東部，發源自安特拉齊特，流經盧甘斯克州，屬於納戈利納河的支流，河道全長28公里，流域面積138平方公里。